# Gippsland-Seen

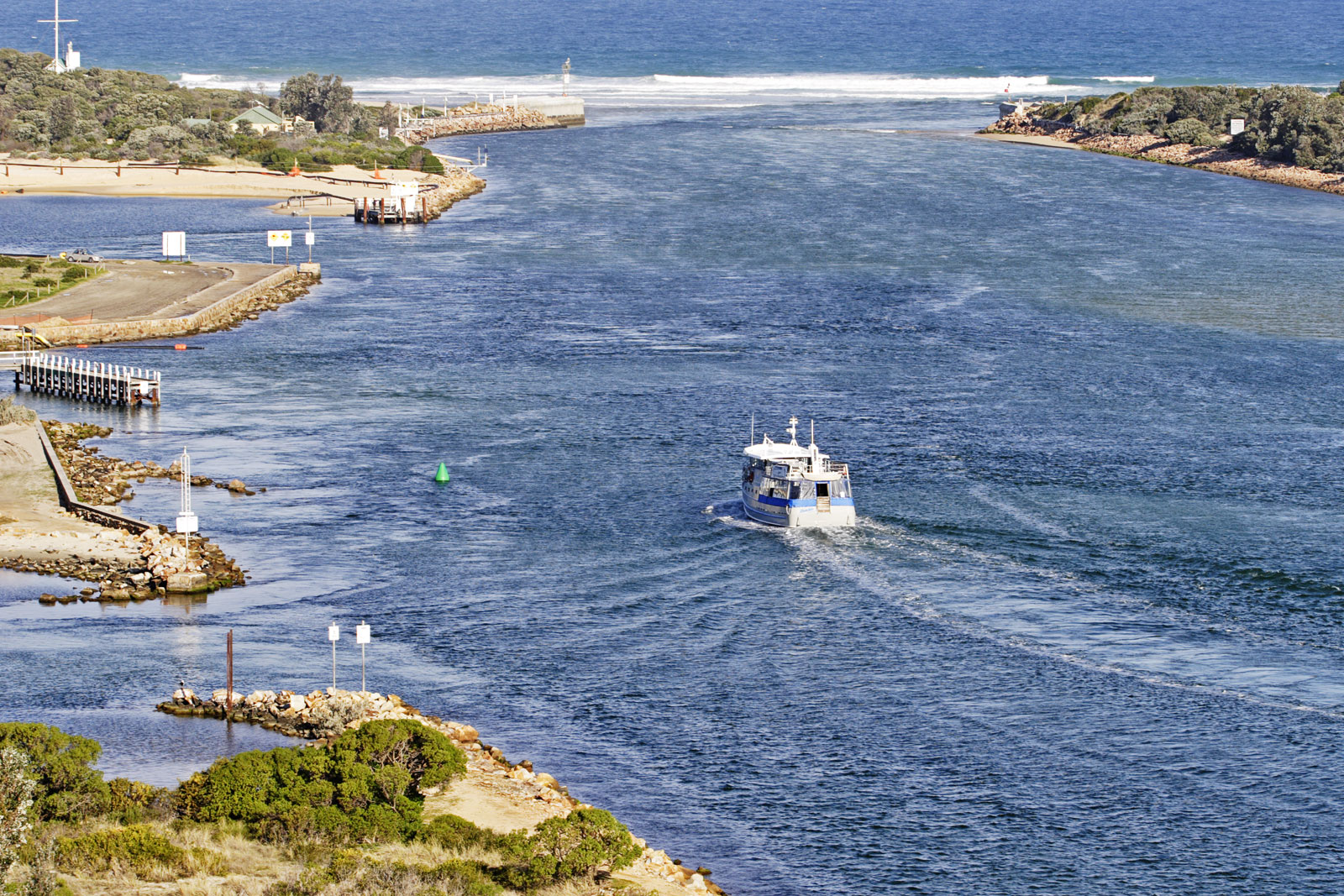
Einfahrt zu den Gippsland-Seen

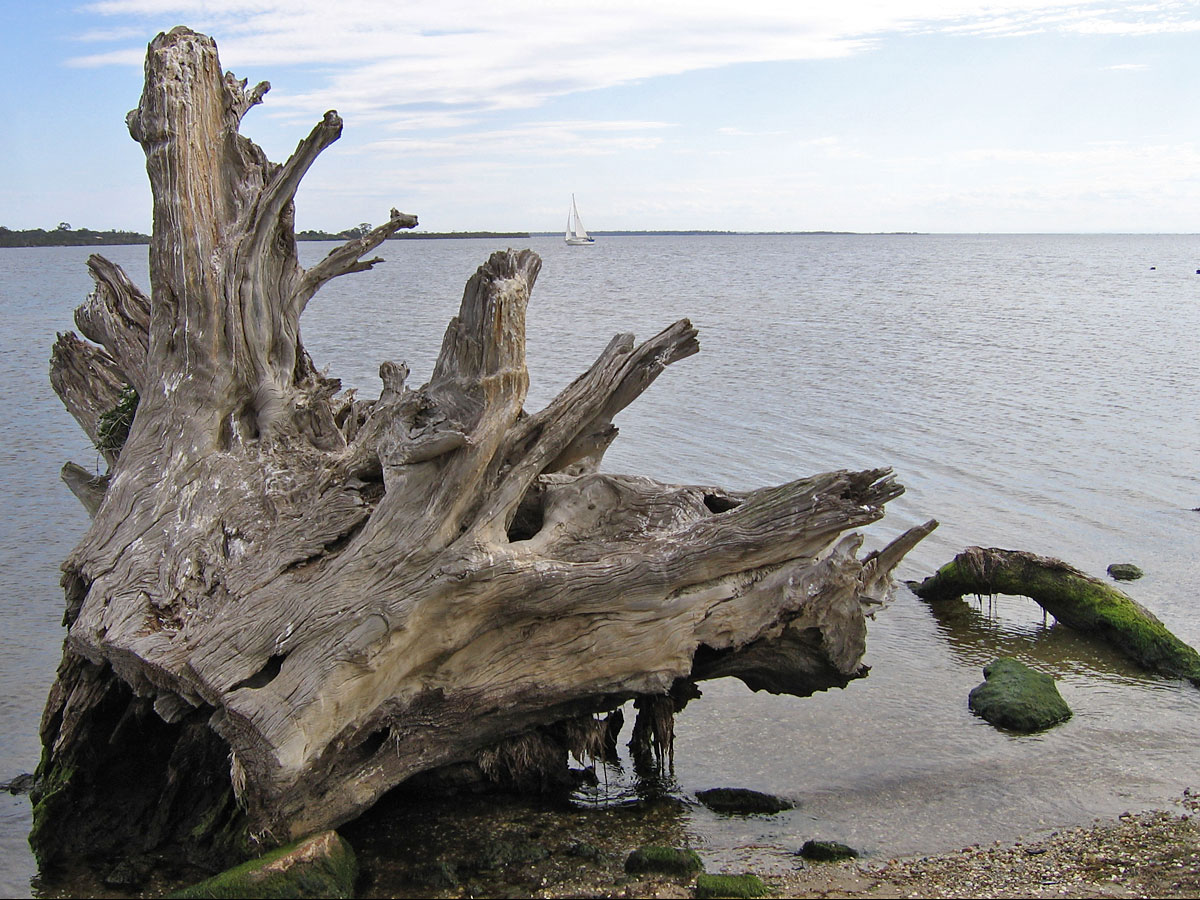
Lake King vom Shaving Point in Metung aus

Die Gippsland-Seen sind ein Netzwerk von Seen und Lagunen im Osten von Gippsland im australischen Bundesstaat Victoria. Die größten von ihnen heißen Lake Wellington (in der Aborigines-Sprache Gunai: Murla), Lake King und Lake Victoria. Ihre Zuflüsse sind der Avon River, der Thomson River, der Latrobe River, der Mitchell River, der Nicholson River und der Tambo River.

## Entstehung
Die Seen entstanden durch zwei grundlegende Prozesse: Der erste ist die Ablagerung von alluvialem Sediment der speisenden Flüsse. Der so abgelagerte Schlick bildet schmale Sandbänke, die sich kilometerlang in einen See hinein erstrecken können, wie z. B. die des Mitchell River im Lake King. Der zweite Prozess ist die Strömung in der Bass-Straße, die den Ninety Mile Beach geschaffen und so die Flussdeltas von der offenen See abgetrennt hat.
Als die Seen vom Meer abgetrennt waren, begann ein neuer Zyklus, bei dem der Wasserstand in den Seen durch die Zuflüsse langsam anstieg, bis das Wasser die Barriere des Ninety Mile Beach durchbrach und der Wasserstand wieder auf Meereshöhe absank. Anschließend schloss sich die Barriere wieder und der Zyklus begann von Neuem. Manchmal dauert es viele Jahre, bis ein neuer Kanal zum Meer entsteht und er liegt nicht notwendigerweise an der gleichen Stelle wie der vorherige.
1890 wurde eine Mauer errichtet, die diesen natürlichen Kanal zwischen den Seen und dem offenen Meer auf eine bestimmte Stelle, Lakes Entrance, festlegt, den Wasserstand in den Seen stabilisiert, einen Hafen für Fischerboote schafft und auf den Seen Bootsverkehr ermöglicht. Dieser Kanal muss regelmäßig ausgebaggert werden, damit er nicht wieder verlandet, für Seeschiffe zu flach wird und die oben beschriebenen Prozesse erneut beginnen.

## Naturraum
An den Gippsland-Seen leben viele Wildtiere und es gibt dort zwei Nationalparks, den The-Lakes-Nationalpark und den Gippsland Lakes Coastal Park. Die Feuchtgebiete an den Gippsland-Seen sind durch die internationale Ramsar-Konvention für Feuchtgebiete geschützt. Sie bieten einen Lebensraum für etwa 20.000 Seevögel, darunter solche, die bis von Sibirien oder dem Nordpol kommen. Es gibt dort ca. 400 einheimische Pflanzenarten und 300 Tierarten. Drei Pflanzenarten – zwei davon Orchideen – sind ebenso auf der roten Liste bedrohter Arten wie zwei Vogelarten, der Regent-Honigfresser und der Schwalbensittich.

## Einzelne Seen
Die Gippsland-Seen bestehen aus folgenden einzelnen Seen:
| Name            | Größe   | Lage                          | Form                               |
| --------------- | ------- | ----------------------------- | ---------------------------------- |
| Lake Coleman    | 13 km²  | ganz im Südwesten             | sichelförmig                       |
| Lake King       | 44 km²  | im Nordosten bei Bairnsdale   | trapezförmig, mit mehreren Buchten |
| Lake Reeve      | 52 km²  | entlang des Ninety Mile Beach | länglich und sehr schmal           |
| Lake Tyers      | 9,5 km² | ganz im Nordosten             | nach Norden offenes V              |
| Lake Victoria   | 150 km² | in der Mitte der Seenplatte   | länglich, mit Buchten im Südwesten |
| Lake Wellington | 150 km² | im Südwesten                  | oval                               |

## Galerie

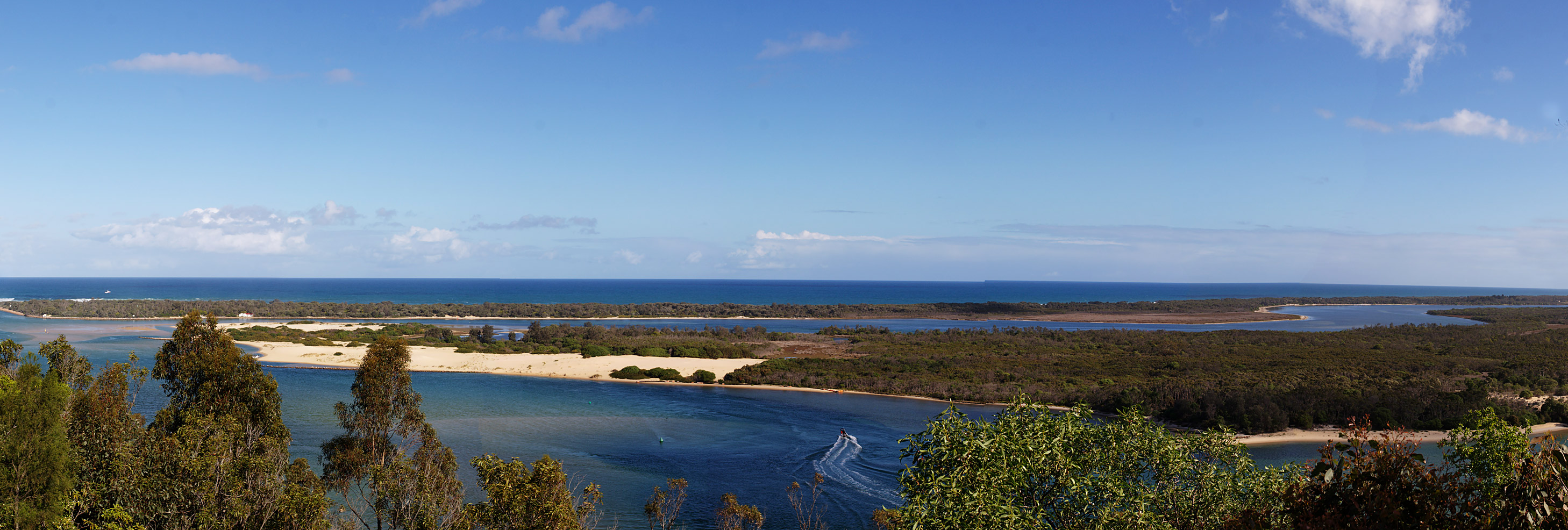
Gippsland-Seen